# Friedrich Uhde
Friedrich Uhde (* 12. Juli 1880 in Einbeck; † 5. August 1966 in Dortmund) war ein deutscher Ingenieur und Unternehmer. 1921 gründete er ein eigenes Anlagenbau-Unternehmen in Dortmund-Bövinghausen, die heutige ThyssenKrupp Uhde. Anfang des 20. Jahrhunderts entwickelte, konstruierte und verkaufte er großtechnische Anlagen zur Herstellung wichtiger chemischer Grundstoffe, wie zur katalytischen Synthese von Schwefelsäure und zur Niederdruck-Synthese von Ammoniak.

## Ausbildung
Philipp Heinrich Georg Friedrich Uhde wuchs als jüngstes Kind von August Uhde und seiner Frau Marie, geb. Klockemeyer, mit drei Geschwistern in Einbeck auf. Sein Vater betrieb eine Schlosserei und stellte schmiedeeiserne Kochherde her. Friedrich Uhde besuchte das Einbecker Realprogymnasium bis 1895 und schloss mit der Obersekundareife ab (die Schule wurde erst ab 1904 realgymnasiale Vollanstalt). Nach zweijähriger Praktikantentätigkeit bei der Firma Gebr. Propfe in Hildesheim und der Lokomotivbaufirma Egestorff in Hannover studierte er für sechs Semester am Technikum in Einbeck (Fachschule für Maschinentechniker und angehende Elektrotechniker). Er erhielt die Zulassung der Technischen Hochschule Hannover und hörte drei Semester Vorlesungen über Maschinenbau, insbesondere Textilmaschinen. In dieser Zeit meldete er erste Erfindungen an, wie das Patent auf einen Webstuhl.

## Ingenieurstätigkeit bis zum Ende des Ersten Weltkrieges
Nach einjährigem Militärdienst in Berlin arbeitete er zunächst für zwei Jahre als Konstrukteur von Nebenproduktanlagen für Kokereien bzw. als Abteilungsleiter in der Firma Dr. C. Otto & Co in Bochum; 1905 bis 1914 dann als Betriebsleiter einer Kokerei bei der Zeche Lothringen in Gerthe bei Bochum. Dort konstruierte und baute er unter anderem um 1906 eine Versuchsanlage zur Herstellung von Salpetersäure durch katalytische Verbrennung von Ammoniak mit Luftsauerstoff über Platin-Kontakten (Ostwaldverfahren). Damit gelang erstmals die technische Umsetzung der vom Chemiker Wilhelm Ostwald um 1900 im Labormaßstab erhaltenen experimentellen Ergebnisse. Mit dieser Pionierarbeit im chemischen Anlagenbau wurde Uhde international bekannt.
Im Ersten Weltkrieg wurde Uhde zunächst eingezogen, bald aber wieder zum Bau von Salpetersäurefabriken auf der Zeche Lothringen zurückgeholt, denn durch die über Deutschland verhängte Seeblockade konnte kein Chilesalpeter mehr eingeführt werden und daraus hergestellte Salpetersäure für Stickstoffdünger, Sicherheitssprengstoff und Schießpulver war Mangelware. Die ersten, in kurzer Zeit errichteten Anlagen der Chemischen Werke Lothringen wurden fast nur unter Verwendung von säurefesten Steinen und Steinzeug gebaut, das führte aber zu laufenden Betriebsstörungen. Die weiteren Anlagen wurden deshalb weitgehend mit einem neuen, säurefesten Chrom-Nickel-Stahl der Firma Krupp für Rohrleitungen und Apparate gebaut. Die Anlagen hatten eine Kapazität von täglich 200 Tonnen Natriumnitrat, 500 Tonnen Ammoniumnitrat und 200 Tonnen 95-prozentiger Salpetersäure.

## Unternehmertätigkeit und Niederdruck-Ammoniaksynthese
Nach dem Ersten Weltkrieg gründete Friedrich Uhde am 6. April 1921 in Bövinghausen eine Firma zur Herstellung von Anlagen für Druckfarben, änderte am 10. Juni 1925 aber die Firmenbezeichnung in Friedrich Uhde Ingenieurbüro, um ein selbstständiges Anlagengeschäft auf dem Gebiet der Ammoniaksynthese und der Herstellung von Düngemitteln aufzubauen. Dazu entwickelte er einen Verfahrensweg zur großtechnischen Niederdruck-Ammoniaksynthese, das Mont-Cenis-Uhde-Verfahren außerhalb der Haber-Bosch-Patente der BASF. Die erste technische Versuchsanlage zur Ammoniaksynthese bei Drücken unter 60 bar mit einem vom schwedischen Ingenieur Cederberg entwickelten Aluminium/Ferrocyanid-Katalysator wurde mit Hilfe der Zeche Mont-Cenis gebaut. Erste Großanlagen gingen 1927/28 in Betrieb und waren auf 100 bzw. 120 Tonnen Ammoniak pro Tag ausgelegt. Bis 1937 wurden insgesamt 28 Fabriken zur Ammoniaksynthese weltweit verkauft. Die Akquisition von Mont-Cenis durch die I.G. Farbenindustrie, die Rechtsnachfolgerin der BASF, beendete Rechtsstreitigkeiten aufgrund angeblicher Patentverletzungen. Uhde gründete 1930 die Hochdruck-Apparatebau GmbH (heute Uhde High Pressure Technologies GmbH), in die die Erfahrungen der Anlagen zur Ammoniaksynthese eingebracht wurden.
Das Ingenieurbüro zog 1929 in ein neues Konstruktions- und Verwaltungsgebäude nach Dortmund um. In Bövinghausen wurde ein Versuchslabor eingerichtet, mit dem Ziel der Gewinnung von Treibstoffen durch Kohleverflüssigung. Die Entwicklungsarbeiten verschlangen einen großen Teil der Einkünfte aus der Ingenieurstätigkeit, so dass Kooperationen eingegangen wurden, u. a. 1937 mit der I.G. Farbenindustrie, die zur Firma Friedrich Uhde KG führten. In diesem Rahmen entstanden größere Hydrier- und Alkylierungsanlagen in Deutschland und in Monowice bei Auschwitz im besetzten Polen für die kriegswichtige Produktion von Synthesetreibstoff. 1944 hatte das Unternehmen, dessen Anlagen zunehmend Ziel alliierter Bombenangriffe wurde, etwa 1000 Mitarbeiter. 1945 wurde das Konstruktions- und Verwaltungsgebäude in Dortmund durch Bomben zerstört, die Ingenieurstandorte von amerikanischen Truppen besetzt.

## Wiederaufbau nach dem Zweiten Weltkrieg
Ende 1945 wurde die Friedrich Uhde KG der britischen Kontrolle unterstellt und zunächst Friedrichs Sohn Hans als persönlich haftender Gesellschafter eingesetzt. Das Unternehmen war mit anfänglich 99 Mitarbeitern hauptsächlich mit Reparaturarbeiten beschäftigt. Nach der Währungsreform löste Friedrich seinen Sohn Anfang 1949 wieder ab. Größere Planungs- und Konstruktionsaufträge gab es in der Nachkriegszeit nur selten. Deshalb wurde ein starker Partner gesucht und schließlich in der Knapsack-Griesheim AG, durch die Entflechtung der I.G. Farbenindustrie entstanden, gefunden. Im Dezember 1952 wurde die Friedrich Uhde KG in eine GmbH umgewandelt. Der 72-jährige Friedrich Uhde übergab die Geschäftsführung seinem Sohn Hans und wechselte in den Aufsichtsrat. Im „Ruhestand“ gründete er 1957 die Firma Ruhr-Plastik Wegener & Co. in Dortmund, die extrudierte Polyethylen-Produkte herstellte.
Am 13. April 1909 heiratete Friedrich Uhde Else Aenne Herminghaus aus Herdecke, die 1915 verstarb. Aus dieser Verbindung stammte ein Sohn. Am 13. März 1918 heiratete Uhde Martha Hubbert aus Bövinghausen; aus dieser Verbindung stammten zwei Söhne und eine Tochter.
Am 5. August 1966 verstarb Friedrich Uhde drei Jahre nach seiner Frau in Dortmund. Er gehörte dem Verein Deutscher Ingenieure (VDI) mit der Mitgliedsnummer 10021 an.

## Ehrungen
- Eisernes Kreuz II. Klasse
- 1944 Kriegsverdienstkreuz
- 1951 Ehrensenator und 1953 Doktoringenieur ehrenhalber der Technischen Hochschule Karlsruhe
- 1954 DECHEMA-Medaille der Deutschen Gesellschaft für Chemisches Apparatewesen[2]
- 1955 Bundesverdienstkreuz der Bundesrepublik Deutschland
- In seiner Heimatstadt Einbeck ist die Dr.-Friedrich-Uhde-Straße nach ihm benannt